# Западный серый кенгуру
Западный серый кенгуру (лат. Macropus fuliginosus) — крупный и часто встречающийся вид кенгуру. Распространён практически по всей южной части Австралии — от залива Шарк до побережья Южной Австралии, западной части штата Виктория, а также на всех землях в бассейнах рек Муррей и Дарлинг в Новом Южном Уэльсе и Квинсленде. На острове Кенгуру у побережья Южной Австралии обитает подвид, называемый «кенгуру острова Кенгуру» (англ. «Kangaroo Island Kangaroo»).

## Внешний вид и образ жизни
Это один из самых крупных кенгуру. Весит 28—54 кг, длина тела 0,84—1,1 метра, длина хвоста — 80—100 см. Высота стоящего животного — приблизительно 1,3 метра. Наблюдается половой диморфизм: самцы крупнее самок, иногда в два раза. Шерсть густая и жёсткая, окраска — от бледно-серой до коричневой. Горло, грудь и живот бледнее остального тела.
Пасётся ночью, в основном ест траву, но также объедает листья с кустарников и невысоких деревьев.
Разговорное название этого животного — «вонючка» (англ. «Stinker»), дано за издаваемый взрослыми самцами резкий запах, похожий на сильный запах карри.
Живут стадами до 15 особей. В брачный сезон самцы дерутся из-за самок. Во время этих драк они или «боксируют» лапами, или просто пытаются столкнуть друг друга с места. Как правило, совокупляется только доминирующий в стаде самец. Беременность длится 30—31 день. Детёныш первые 130—150 дней своей жизни сидит в материнской сумке, не отрывая рта от материнского соска.
В настоящее время классифицируется как вид, вызывающий наименьшие опасения.

## Классификация
Австралийские аборигены знали это животное с древнейших времён. Европейские же учёные в первые 200 лет после открытия ими этого вида затруднялись с его классификацией, причём порой доходило до смешного. Впервые европейцы столкнулись с западным серым кенгуру в 1802, когда Мэтью Флиндерс высадился на острове Кенгуру. Флиндерс съел нескольких этих животных, но посчитал их гигантскими кенгуру (Macropus giganteus). В 1803 уже французские исследователи поймали живыми несколько западных серых кенгуру с острова Кенгуру и отвезли их в Париж, где те жили в зоопарке. К 1817 французские исследователи установили, что западный серый кенгуру — отдельный вид. Тогда же ему дали научное название «Macropus fuliginosus», сохранившееся до сих пор. Но по неизвестным сейчас причинам западный серый кенгуру был описан как животное, обитающее на острове Тасмания.
Следующие 100 лет учёные не могли исправить этой ошибки. Только в 1917 было установлено, что «лесной кенгуру» Тасмании — это гигантский кенгуру «Macropus giganteus». Он же обитает и в более плодородной, чем родина западного серого кенгуру, юго-восточной части Австралийского материка. К 1971 выяснилось, что кенгуру с острова Кенгуру относятся к тому же виду, что и кенгуру южной части Западной Австралии, а также что ареал этого вида захватывает и большую долю восточной части континента. После этого было описано 3 подвида западного серого кенгуру: 2 из них обитают на материке, а третий — на упоминавшемся уже острове Кенгуру. В конце концов, современное представление об этом виде сложилось только к началу 1990-х.

## Подвиды

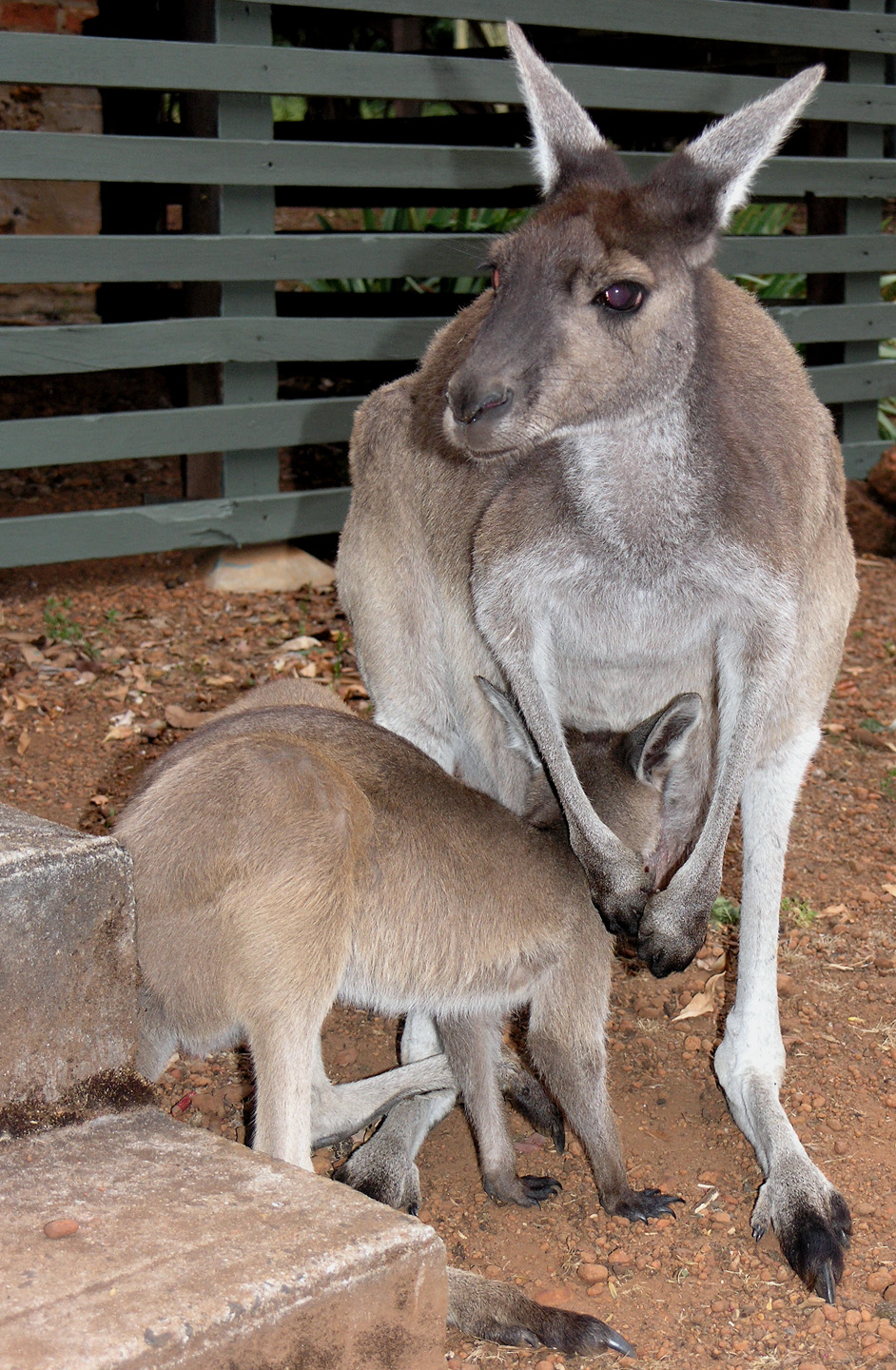
Западный серый кенгуру с детёнышем

В настоящее время выделяется только 2 подвида западного серого кенгуру: «Macropus fuliginosus fuliginosus» (на острове Кенгуру) и «Macropus fuliginosus melanops» (на материке, распадается ещё на несколько переходящих друг в друга подрас).
Западный серый кенгуру не встречается ни в тропической северной части Австралии, ни на плодородных землях на юго-востоке континента. В свою очередь, гигантские кенгуру (называемые по-английски «восточными серыми», «Eastern Grey Kangaroos») не встречаются к западу от границы Нового Южного Уэльса с Южной Австралией. Однако оба упомянутых вида одинаково часто встречаются в бассейнах рек Муррей и Дарлинг. В дикой природе эти 2 вида никогда не скрещиваются, хотя в неволе были получены их гибриды (мать — гигантский кенгуру, отец — западный серый кенгуру).
Западный серый кенгуру в разговорной речи или в литературе также может называться «рыжемордым» (англ. «red-faced») или «закопчённым» (англ. «Sooty») кенгуру, а также «кенгуру кустящегося леса» (англ. «Mallee Kangaroo», при «Mallee» — «the habit of woody plants that grow with multiple stems from underground lignotubers», то есть «сообщество деревьев, дающих много стволов от одного корня») и «кенгуру Карно» (англ. «Carno Kangaroo»).

## Беременность и потомство
Нет строго ограниченного сезона размножения. Перед родами самка уединяется и до чиста вылизывает сумку. Единственный детеныш рождается через 30—40 суток после спаривания. Он совершенно голый, кожа у него розового цвета. Длина новорожденного всего 25 мм, а масса 5,5 г. С помощью передних лап он взбирается по шерсти матери наверх и вползает в сумку. Уже через несколько недель детеныш выглядывает из сумки, однако не выходит из неё. Сумка матери устроена таким образом, что выпадение детеныша из неё невозможно. В первые 3 месяца он растет очень медленно. Через 15 недель детеныш начинает расти быстрее, в то же время в материнском молоке увеличивается содержание белка и жира. Детеныш кормится молоком еще 1,5 года после того как первый раз выйдет из сумки.